# An mille
Cet article concerne la période autour de l'an 1000. Pour l'année en elle-même, voir 1000.
Pour les articles homonymes, voir An mille (homonymie).
L’an mille ou an mil désigne l'an 1000 de l'ère chrétienne.
La période voit la géopolitique occidentale et orientale en mouvement à la suite des guerres et des invasions. Ces dernières favorisent, à cette époque, les échanges de savoir et font évoluer les niveaux techniques et culturels. Dans le domaine de l'art, les prémices de l'art roman arrivent dans les édifices religieux. Les premiers monastères clunisiens apparaissent ; ils étendront leur influence importante sur les terres chrétiennes.
L'an mille correspond à la renaissance ottonienne en Occident, à l'apogée de l'âge d'or de la culture arabo-musulmane qui s'étend sur trois continents, et qui se transmettra plus tard à l'Occident à travers notamment les traductions latines du XIIe siècle.

En Chine, c'est le début de la dynastie Song qui ouvre une période de prospérité.

## L’Occident de l’an mille

L'Europe en l'an mille.

### Recompositions géographiques et politiques en Europe
Au Xe siècle, l'Europe est divisée en principautés, très autonomes vis-à-vis des pouvoirs centraux. Les princes nommant directement leurs évêques, la papauté tout comme les couronnes royales et impériales sont bien moins puissantes. Le pouvoir à la tête du Saint-Empire se renforce avec le sacre d'Otton Ier en 936. Signe d'une réaffirmation de la présence royale : les décisions législatives se multiplient par cinq au cours de son règne. La royauté demeure élective, mais Otton arrive à faire passer le pouvoir à son fils puis à son petit-fils.
De fait, les rois et le pape ont des intérêts convergents et s'allient pour récréer des entités politiques et religieuses centralisées.

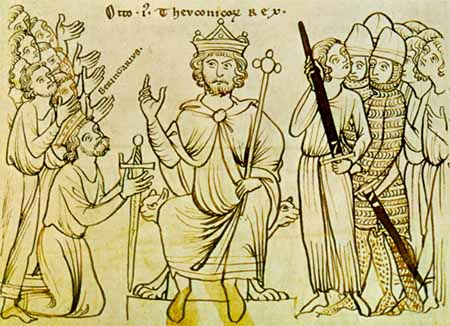
Avec la soumission de Bérenger d'Ivrée, l'empereur Otton fait main basse sur le royaume d'Italie : amorce de la renaissance ottonienne.
Manuscriptum Mediolanense, vers 1200.

Le pape Jean XII mène à bien une réforme religieuse ainsi qu'une vigoureuse politique d'expansion territoriale. Contre le roi d'Italie, Bérenger, il demande l'aide d'Otton Ier, roi de Germanie et héritier de droits sur l'Italie par son mariage avec Adélaïde de Bourgogne. Jean XII le couronne empereur le 2 février 962. En échange, après moult négociations, Otton accorde le Privilegium Ottonianum, confirmation de la Donation de Pépin : l'Empereur reconnaît les États pontificaux (étendus jusqu'aux régions byzantines) en échange d'un serment de fidélité du pape, librement élu, aux représentants impériaux.
La mainmise d'Otton gêne cependant Jean XII, qui noue des contacts avec Adalbert, fils de Béranger, ainsi qu'avec Byzance : il reprend la tradition, abandonnée dès Adrien Ier (772–795), de dater ses actes à partir des années de règne des empereurs byzantins. Furieux, Otton revient à Rome et Jean doit s'enfuir. L'Empereur convoque un synode qui juge le pape coupable d'apostasie, d'homicide, de parjure et d'inceste. Il le dépose le 4 décembre 963, ce qui constitue une nouveauté pour une assemblée d'évêques. Jean XII est remplacé par un laïc, le protoscriniaire, qui prend le nom de Léon VIII. Otton modifie son privilège : désormais, l'élection pontificale doit être sanctionnée par l'approbation impériale.
C'est ainsi que les Ottoniens font élire en 999 un de leurs proches : Gerbert d'Aurillac, futur Sylvestre II précepteur du fils d'Otton II (Otton III). Celui-ci favorise la création d'États structurés : il a influé sur l'élection d'Hugues Capet, puis créé les couronnes de Hongrie et de Pologne.
Durant la seconde moitié du XIe siècle, les Normands partent simultanément à la conquête de l'Angleterre et à la conquête de l'Italie du Sud.

### Effets bénéfiques paradoxaux des pillages

#### Accélération de la mutation de l’économie agraire

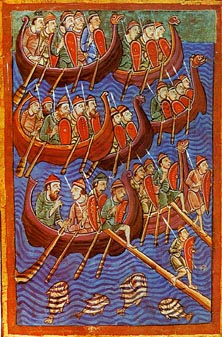
Représentation de Vikings datant du.

Sous le règne des premiers carolingiens, la structure de la société agricole s'est transformée. Les domaines fonciers francs dérivés de l'Antiquité utilisaient des esclaves comme main-d'œuvre. Ces derniers, non intéressés au rendement, sont peu productifs et sont coûteux en saison morte. Quand vient la paix, nombreux sont les hommes libres qui choisissent de poser les armes pour le travail de la terre plus rentable. Ceux-ci confient leur sécurité à un protecteur contre ravitaillement de ses troupes ou de sa maison. Certains arrivent à conserver leur indépendance, mais la plupart cèdent leur terre à leur protecteur et deviennent exploitants d'une tenure (ou manse) pour le compte de ce dernier. Dans le sens inverse, les esclaves sont émancipés en serfs et deviennent plus rentables (cette évolution se fait d'autant mieux que l'Église condamne l'esclavagisme). La différence entre paysans libres et ceux qui ne le sont pas s'atténue. L'introduction du denier d'argent est un progrès énorme : le paysan peut alors vendre des surplus, il devient intéressant de produire plus que ce qui suffit pour survivre (après avoir reversé la partie de la production due au seigneur). La diffusion de la monnaie est une puissante motivation pour augmenter la production dans le domaine agricole que ce soit par l'extension de la surface exploitée ou par l'amélioration technique. Avec cette évolution, les paysans libres ont une productivité bien supérieure aux esclaves qui n'ont aucun intérêt à produire plus. Les grandes invasions vont chasser les paysans serviles des exploitations pillées, ils se réinstallent à leur compte en défrichant leurs propres parcelles, ou se mettent sous la protection d'un seigneur : au total les invasions vont accélérer le processus de mutation du monde agricole, qui devient plus porté sur la productivité afin de dégager des surplus vendables. Il en résulte de nombreux défrichages et des progrès techniques qui se traduisent par une forte croissance démographique. D'autre part, l'augmentation des surplus agricoles va permettre d'augmenter les capacités d'élevage et de produire plus de richesses et une alimentation plus variée ce qui a aussi un impact sur la croissance démographique.

#### Vikings et mutation de l’économie marchande
- Territoires contrôlés par les Vikings.

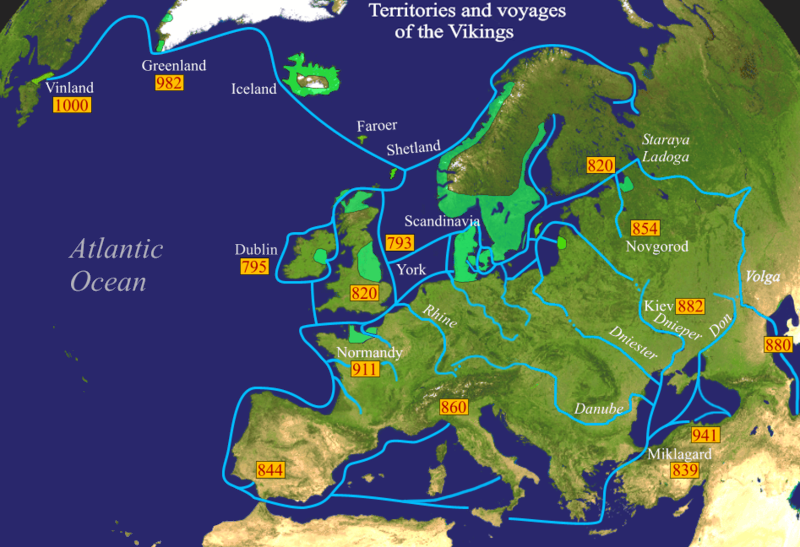
Territoires contrôlés par les Vikings.

Enfin, l'activité de pillage et de piraterie des Vikings se double d'une activité marchande qui devient peu à peu prépondérante. D'une part ils doivent écouler leur butin, et ils frappent de la monnaie à partir des métaux précieux qui étaient thésaurisés dans les biens religieux pillés, ce numéraire qui est réinjecté dans l'économie est comme nous l'avons vu précédemment un catalyseur de premier plan à la mutation économique en cours. D'autre part, leur avance technologique maritime leur permet de transporter des marchandises sur longue distance. Ils créent de nombreux comptoirs sur les côtes européennes, jusqu'en Méditerranée et commercent jusqu'à Byzance dynamisant ainsi considérablement les échanges et l'économie. Après avoir notablement désorganisé les échanges commerciaux, ils contribuent à la création de villes commerçantes et artisanales comme York ou Dublin directement ou indirectement en dynamisant le commerce des villes côtières et en faisant fuir des paysans vers des centres fortifiés. Ce faisant, ils se sédentarisent comme en Normandie ou en Northumbrie.
Enfin, leur savoir-faire en construction navale est reconnu et utilisé par les européens du nord qui développent aussi leur flotte.
Au total, si au IXe siècle les pillages des Vikings ont notablement ralenti l'économie, il devient plus rentable pour eux de s'installer sur un territoire, recevoir un tribut contre la tranquillité des populations et commercer plutôt que guerroyer dès le Xe siècle. C'est ainsi que Alfred le Grand ayant vaincu les Danois leur laisse le nord est de l'Angleterre (Danelaw) en 897 ou que Charles le Simple accorde la Normandie à Rollon en 911. Ils sont christianisés, s'intègrent de fait à l'occident féodal et en deviennent des éléments moteurs.

### Les fausses terreurs

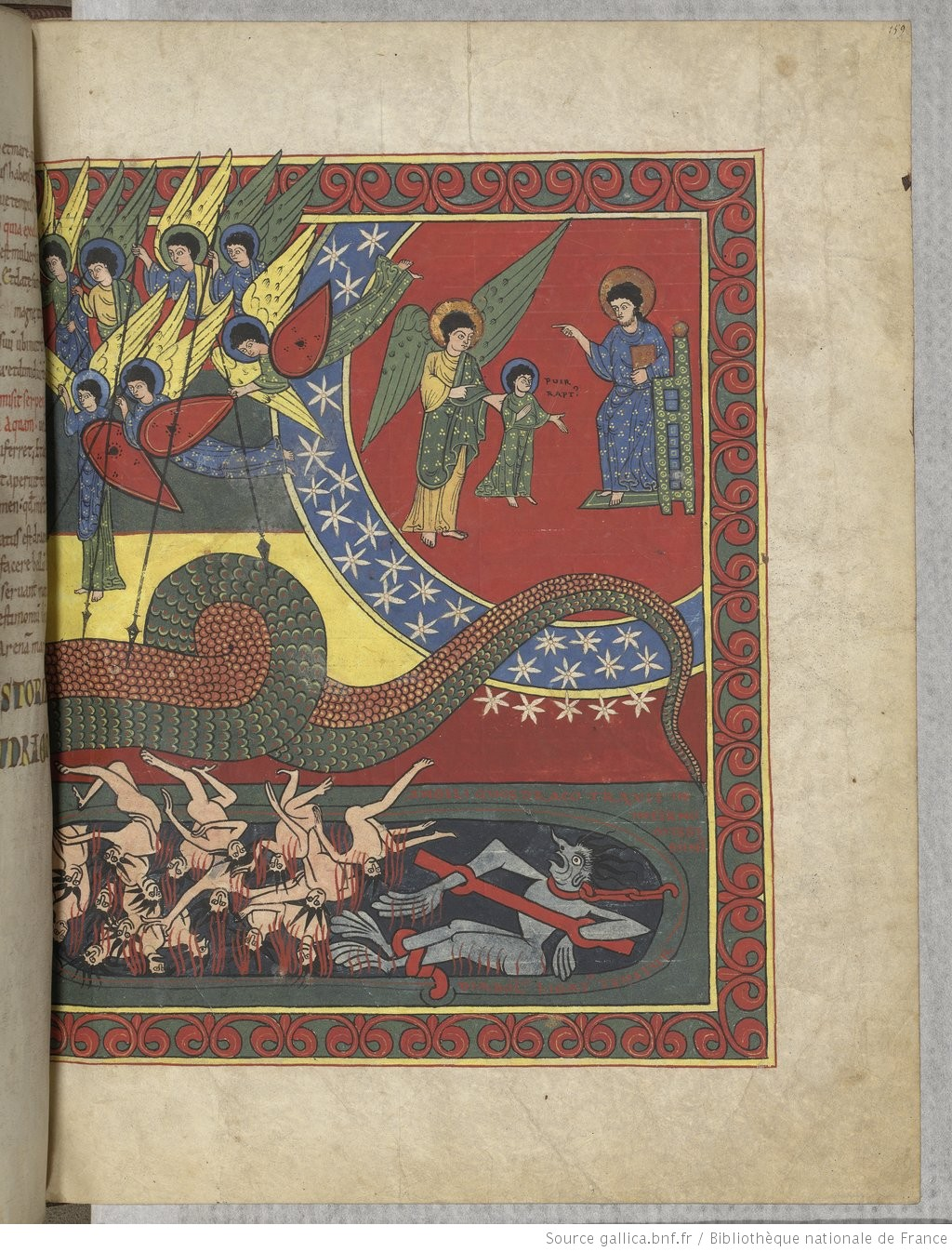
L'Enfant donné par Dieu pour sauver le genre humain de Satan. Apocalypse de Saint Sever, v. 1060, Bibliothèque nationale, Paris.

Les Terreurs ou Peurs de l'an mille sont un mythe de la Renaissance du XVIe siècle, façonné sur la base d'une chronologie de Sigebert de Gembloux (XIIe siècle). En 1602, le cardinal Baronio ouvre le XIe volume de ses Annales ecclésiastiques ainsi : « Le nouveau siècle commence. Débute la première année après le millenium. On devait arriver selon les affirmations vaines à la fin du monde… Ces affirmations furent professées en Gaule et premièrement prêchées à Paris et de là accréditées par beaucoup ; acceptées par les hommes simples avec peur, par les doctes comme improbables ».
La croyance en les Terreurs de l'an mille a été reprise au moment de la confiscation des biens du clergé au début de la Révolution pour faire croire que les soi-disant paniques de l'an mille devant la fin du monde toute proche avaient été orchestrées par les prêtres et les moines pour convaincre les fidèles de se laver de leurs péchés, mais surtout de se débarrasser de leurs biens terrestres par de larges dons aux monastères. Il devenait ainsi légitime de rendre tous ces biens fonciers au peuple qui en avait été dépossédé par une ignoble supercherie. Le mythe est repris par les historiens de l'époque romantique au XIXe siècle, dont Jules Michelet dans le premier chapitre de son livre IV de l'Histoire de France.
Il s'agissait d'expliquer que les chrétiens occidentaux étaient terrifiés par le passage de l'an mille à la suite duquel Satan pourrait surgir de l'abîme et provoquer la fin du monde. Le christianisme est une religion eschatologique à travers laquelle les hommes doivent se comporter idéalement durant la vie terrestre (notion d'exemplum) pour espérer avoir leur Salut éternel avant quoi ils seront tous soumis au Jugement dernier. Cette croyance est très présente tout au long du Moyen Âge et en particulier aux Xe et XIe siècles, période durant laquelle l'Église est encore très ritualisée et sacrée. Néanmoins, il ne faut pas confondre l'eschatologie et le millénarisme : c'est-à-dire craindre la fin du monde après les mille années de l'incarnation du Christ. Pourquoi ?
Tout part de l'Apocalypse selon Jean qui, à l'origine, menace du retour de Satan mille ans après l'incarnation du Christ :

« Puis je vis un Ange descendre du ciel ayant en main la clé de l'Abîme ainsi qu'une énorme chaîne. Il maîtrisa le Dragon et l'antique Serpent [Satan] et l'enchaîna pour mille années. Il le jeta dans l'Abîme tira sur lui les verrous, apposa les scellés afin qu'il cessât de fourvoyer les nations jusqu'à l'achèvement de mille années. Après quoi il doit être relâché pour un peu de temps. »

— L'Apocalypse selon Jean, Ier s. apr. J.-C..
Déjà au Ve siècle, saint Augustin interprète le millénarisme comme une allégorie spirituelle à travers laquelle le nombre « mille » ne signifie finalement qu'une longue durée non déterminée numériquement (Cité de Dieu). Quelques années plus tard, le concile d'Éphèse (431) décide de condamner officiellement la conception littérale du millénium. À partir de la fin du Xe siècle, l'intérêt que portent les clercs pour l'Apocalypse est marqué par la diffusion de Commentaires à travers tout l'Occident (Apocalypse de Valladolid, de Saint-Sever…). Cependant, l'Église maîtrise le mouvement millénariste.
Ce sont les analyses des sources, exclusivement ecclésiastiques, qui peuvent provoquer des contresens. « L'énormité des péchés accumulés depuis des siècles par les hommes », soulignent les chroniqueurs, laisse croire que le monde court à sa perte, que le temps de la fin est venu. L'un d'eux, Raoul Glaber, est, encore une fois, une des rares sources sur la période. Il rédige ses Histoires vers 1045-1048, soit une quinzaine d'années après le millénaire de la Passion (1033) :

« On croyait que l'ordonnance des saisons et des éléments, qui avait régné depuis le commencement sur les siècles passés, était retournée pour toujours au chaos et que c'était la fin du genre humain. »

— Raoul Glaber, Histoires, IV, v. 1048.
En fait le moine bourguignon décrit la situation plusieurs années après dans une dimension encore une fois eschatologique fidèle à l'Apocalypse. Celle-ci a pour but d'interpréter l'action de Dieu (les prodiges) qui doit être vue comme des avertissements envers les hommes pour que ces derniers fassent acte de pénitence. Ces signes sont attentivement relevés par les clercs. D'abord les incendies (Sainte-Croix d'Orléans en 989, les faubourgs de Tours en 997, Notre-Dame de Chartres en 1020, l'abbaye de Fleury en 1026…), les dérèglements de la nature (séisme, sécheresse, comète, famine), l'invasion des Païens (les Sarrasins vainqueurs de Otton II en 982) et enfin la prolifération d'hérétiques conduits par des femmes et des paysans (Orléans en 1022, Milan en 1027). Il ajoute :

« Ces signes concordent avec la prophétie de Jean, selon laquelle Satan sera déchaîné après mille ans accomplis. »

— Raoul Glaber, Histoires, IV, v. 1048.
D'autre part, autour de l'an mille, seule une infime partie de la population (l'élite ecclésiastique) de Francie est capable de calculer l'année en cours à des fins liturgiques ou juridiques (dater les chartes royales). Ceux qui peuvent déterminer précisément la date conçoivent un « millénaire dédoublé » : 1000 pour l'Incarnation et 1033 pour la Passion du Christ. De plus, bien que l'ère chrétienne soit mise en place depuis le VIe siècle, son emploi ne se généralise qu'à partir de la seconde moitié du XIe siècle : en bref, les hommes ne se repèrent pas dans la durée par les années. La vie est alors rythmée par les saisons, les prières quotidiennes et surtout les grandes fêtes du calendrier religieux : d'ailleurs l'année ne commence pas partout à la même date (Noël en Angleterre, Pâques en Francie…).
En outre, rien dans ces écrits ne prouve qu'il y ait bien eu de terreurs collectives. D'ailleurs, vers 960 à la demande de Gerberge de Saxe, l'abbé de Montier-en-Der, Adson rédige un traité (De la naissance de l'époque de l'Antéchrist) dans lequel il rassemble un dossier de ce que les saintes Écritures disent de l'Antéchrist. Il en conclut que la fin des temps ne surviendrait pas avant que les royaumes du monde soient séparés de l'Empire. Chez Abbon de Fleury, le passage au IIe millénaire n'est pas passé inaperçu, puisque vers 998 il adresse un plaidoyer à Hugues Capet et son fils Robert. Il accuse ainsi un clerc qui, lorsqu'il était étudiant, revendiquait la fin du monde au tournant de l'an mille. Ainsi, même les grands savants du Xe siècle sont anti-millénaristes.

« On m'a appris que dans l'année 994, des prêtres dans Paris annonçaient la fin du monde. Ce sont des fous. Il n'y a qu'à ouvrir le texte sacré, la Bible, pour voir qu'on ne saura ni le jour ni l'heure. »

— Abbon de Fleury, Plaidoyer aux rois Hugues et Robert, v. 998.
Depuis Dom F. Plaine (1876), suivi notamment par Edmond Pognon et Ferdinand Lot en 1947, par Henri Focillon en 1952, les historiens modernes ont bien montré que ces grandes Terreurs populaires n'ont jamais existé. Cependant, au cours des années 1970, une nouvelle explication s'est imposée. Georges Duby, explique ainsi qu'aucune panique populaire ne s'est manifestée autour de l'an mille mais qu'en revanche on peut déceler une certaine « inquiétude diffuse » et permanente dans l'Occident de cette époque. Il y a probablement à la fin du Xe siècle, des personnes que l'approche de l'an mille inquiète. Mais elles furent très minoritaires, puisque les gens les plus instruits comme Abbon de Fleury, Raoul Glaber ou Adson de Montier-en-Der n'y croyaient pas. Sylvain Gouguenheim et Dominique Barthélemy combattent cependant avec force la thèse de G. Duby de l'« inquiétude diffuse ». Pour eux, si la fin des temps avait été martelée par l'Église, celle-ci aurait probablement pu perdre son pouvoir et sa légitimité. La vraie seule inquiétude, à toutes les époques, c'est le Salut.

### Ouverture de l’Occident sur la Méditerranée
Quand Othon Ier fait main basse sur l'Italie du nord au Xe siècle, la carte commerciale est bouleversée : le Saint-Empire a un accès méditerranéen. À cette époque, de grandes puissances commerciales sillonnent la Méditerranée protégées par des flottes puissantes. Les Vikings sont présents et commercent dans tout le bassin depuis le Xe siècle. Venise qui est une région autonome (et de fait indépendante) de Byzance est déjà une grande puissance commerciale et maritime. Les Maures sont présents en Provence (ils ont établi un comptoir à la Fraxinet dans le massif des Maures).
Les marchands de toute la Méditerranée peuvent utiliser les ports d'Italie du nord pour commercer avec le Saint-Empire. Dès lors, Gênes occupe une position idéale. En s'enrichissant, les marchands génois vont pouvoir investir dans leur propre flotte puis eux-mêmes commercer dans toute la Méditerranée. Amalfi et Pise suivent des évolutions similaires.
En 1016, Pise et Gênes s'allient pour repousser les Sarrasins en conquérant la Corse et la Sardaigne et ainsi prendre le contrôle de la mer Tyrrhénienne tout entière. Dès lors, les puissances maritimes italiennes et particulièrement Venise et Gênes vont progressivement prendre le contrôle de la Méditerranée. Après sa conquête par les Normands soutenus par les Génois en 1072, la Sicile devient le berceau d'une culture mixte arabo-normande où les idées circulent librement. Les croisades élargissent encore la zone d'échange commerciale et culturelle avec le monde arabe, lui-même en contact avec le monde indien et l'Extrême-Orient.

## Quelques personnages marquants de cette période en Occident
- Abbon de Fleury, abbé de Fleury (ancien nom de l’abbaye de Saint-Benoît-sur-Loire) : à cette époque, Saint-Benoît dépendait de l'abbaye de Cluny.
- Adson de Montier-en-Der : ce moine a rouvert le monastère de Montier en Der après la destruction par les Vikings.
- Avicenne (980-1037), philosophe, médecin, mystique persan, professant l'islam, esprit universel, Avicenne est au contact de l’Occident. Ce serait par Avicenne que les œuvres d'Aristote purent être appropriées par l'Europe occidentale, notamment des traités sur la logique, la physique, la métaphysique.
- Birtferth, moine anglais spécialiste du comput.
- Gerbert d'Aurillac, archevêque de Reims, pape de l'An mille sous le nom de Sylvestre II, mathématicien, français : son pontificat a duré de 999 à 1003. Gerbert est connu dans le monde scientifique pour avoir rapporté d'Espagne le système de numération décimale et le zéro, longtemps inconnus en Occident. Ceux-ci avaient été importés d'Inde par Al-Khuwarizmi, mathématicien iranien[réf. nécessaire].
- Gui I, vicomte de Limoges.
- Guillaume de Volpiano, moine d'origine piémontaise, qui a contribué au renouveau de l'architecture religieuse en Bourgogne.
- Leif Erikson, chef viking, atteint les côtes de l'actuelle Terre-Neuve et y fonde une colonie à L'Anse aux Meadows, qui ne s'avèrera pas pérenne.
- Othon III, empereur du Saint-Empire romain germanique, élève de Sylvestre II.
- Odilon de Mercœur, abbé de Cluny entre 994 et 1049 ; sous son abbatiat, l'évangile parvient jusqu'à la Hongrie.
- Robert le Pieux, roi de France.
- Raoul Glaber, moine gyrovague, probablement à l'origine de la légende sur les terreurs de l'An Mille, popularisée par Jules Michelet.
- Saint Olaf, patron de la Norvège.
- La Pologne a été évangélisée en 966 ; vers l'an 1000 est fondé l'évêché de Cracovie.

### BorrellII
Il dirige le comté de Barcelone, qui est le plus en pointe culturellement du monde occidental au Xe siècle. En effet, les bibliothèques espagnoles héritées du royaume wisigothique ont été enrichies par les connaissances des chrétiens mozarabes fuyant les persécutions d'Al-mansur. Le comte, étonné par les facultés intellectuelles de Gerbert d'Aurillac, l'emmène en 967 parfaire ses connaissances en Catalogne. En 970 il le présente au pape Jean XIII et à l'empereur Othon Ier, Gerbert va poursuivre son ascension qui le mène jusqu'au Saint-Siège. Après le sac de Barcelone par Almanzor en 985, la Catalogne prend son indépendance et se donne les moyens de se défendre. Parallèlement, les dissensions au sein du Califat de Cordoue entraînent une période de stabilité propice. La Catalogne va connaître un important développement technique, démographique et culturel. Cette poussée culturelle se propage à l'Europe via les réseaux monastiques et les voies de pèlerinage (saint Jacques de Compostelle) et commerciales (Barcelone est un port ouvert sur la Méditerranée).

### Les Ottoniens
Othon Ier est couronné roi de Germanie en 936. À cette époque, l'Europe est divisée en principautés et les souverains ont un pouvoir limité. Mais Othon a suffisamment de puissance militaire pour mettre au pas les ducs de Bavière, de Franconie et de Lorraine dès 938. Il met fin à la menace hongroise en 955 à la bataille du Lechfeld. Il suit la même stratégie que Charlemagne et se pose en protecteur de Rome qui est une fois de plus menacée par les Italiens du nord. Le 2 février 962, à Rome, il est couronné empereur des Romains par le pape Jean XII et fait main basse sur l'Italie du Nord. Il contrôle les élections au Saint-Siège qui sont soumises à son approbation. Il gère la nomination des évêques (dont la charge n'est pas héréditaire), ce qui lui permet de contrôler son empire sans le diviser. Il permet l'instauration d'une dynastie en faisant couronner son fils Otton II le Roux dès 967.
Impressionné par les connaissances de Gerbert d'Aurillac qui lui a été présenté par le comte Borell II, il lui confie l'éducation d'Othon II. L'idée de réunir les empires d'Orient et d'Occident fait son chemin et, en 972, il marie Otton II à la princesse byzantine Théophano.
Otton II n'a pas les mêmes qualités militaires que son père, mais il parvient à maintenir l'unité de l'empire qui se développe culturellement et commercialement. Ses incursions en France et dans le sud de l'Italie sont des échecs. Il meurt à 28 ans en 983.

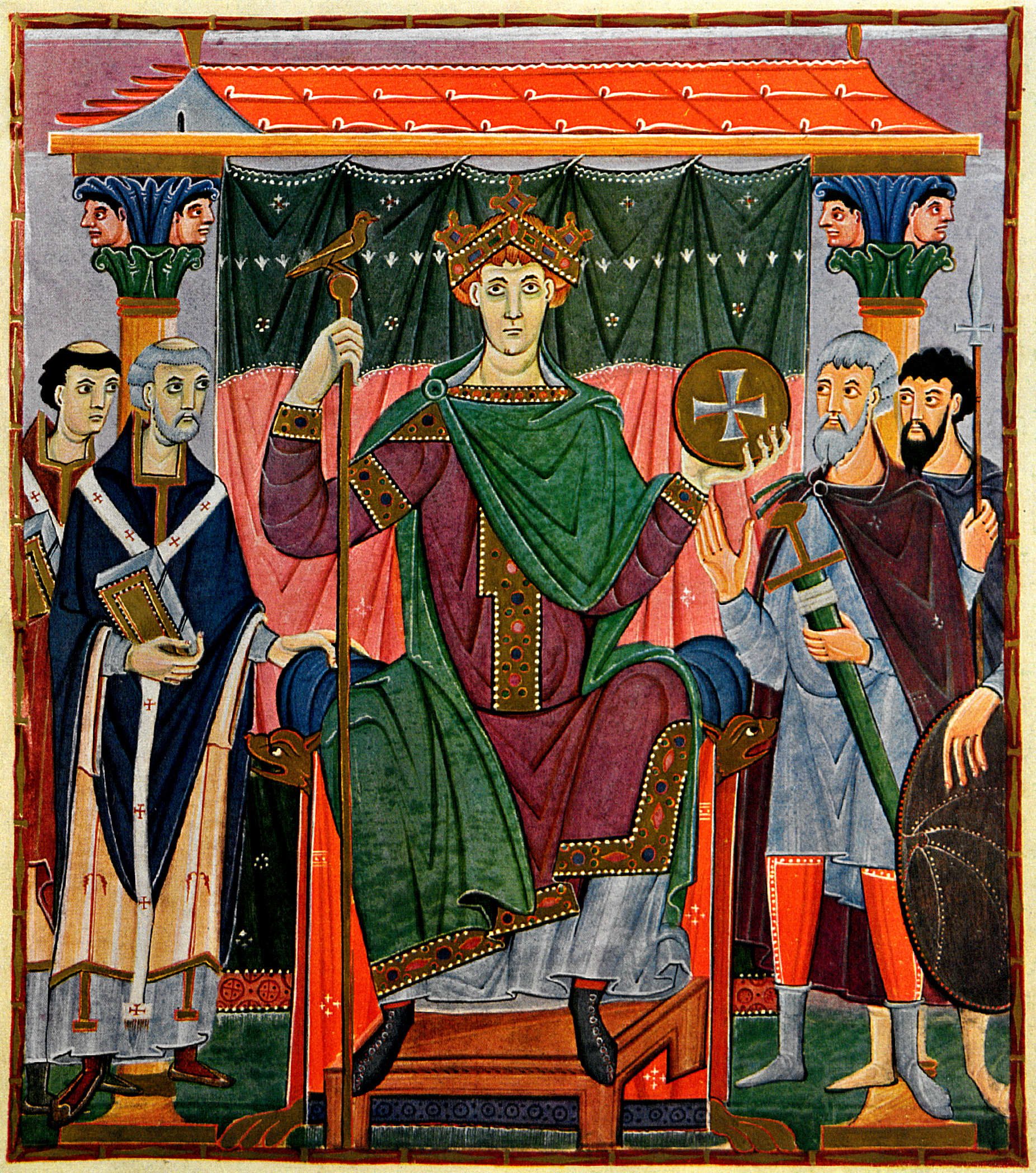
Otton III.

En 983, Otton III n'est encore qu'un enfant et est incapable de régner. Le prince Henri le Querelleur profite de cette faiblesse pour l'enlever et tenter de s'en faire attribuer la tutelle. Mais Willigis, l'archevêque de Mayence, soutenu par d'autres grands, condamne cette usurpation et impose la régence de sa mère, la princesse byzantine Théophano. Après le décès de celle-ci en 991, c'est Adélaïde, grand-mère de l'empereur, qui assurera la tutelle.
En 995, Otton est majeur et prend officiellement le pouvoir; il rêve de fonder un empire universel qui réunirait d'abord tous les peuples chrétiens d'Occident. Il intervient dans les affaires de l'Église en faisant placer son cousin Brunon sur le Saint-Siège : il s'agit de Grégoire V, premier pape d'origine germanique. Ce dernier le couronne empereur le 21 mai 996 et Otton installe sa cour à Rome. Sous le pontificat et avec l'aide de Sylvestre II, il se rapprocha de la Pologne et fit parvenir à Étienne de Hongrie la première couronne royale de ce pays. Mais ils se trouvèrent bientôt chassés de la ville éternelle par la population et la tentative d'unir le pouvoir temporel et le pouvoir spirituel à Rome tournera court. Otton meurt très jeune de maladie et son corps est ramené d'Italie en Allemagne par ses proches.

### Les abbés clunisiens
L'abbaye de Cluny et son modèle se développe d'autant mieux qu'elle est dirigée par une série d'abbés particulièrement brillants : les abbés Bernon, Odon, Mayeul (qui refuse la fonction papale en 973), Odilon de Mercœur (qui fait avancer l'idée de la trêve de Dieu qui va métamorphoser la chevalerie), Hugues de Semur et Pons de Melgueil (ces deux derniers jouent un rôle de premier plan dans la querelle des investitures et sa résolution), se suivent et augmentent constamment le prestige et le pouvoir politique de leur ordre. L'ordre de Cluny a un rôle culturel et politique de premier plan aux Xe et XIe siècles : le mouvement de la trêve de Dieu, en canalisant la chevalerie vers un rôle constructif, permet le développement de la société. La puissance politique de Cluny va permettre la genèse d'États structurés à même de contrôler les débordements de la noblesse.

### Gerbert d'Aurillac
Le pape Sylvestre II est considéré comme l'homme le plus cultivé de son temps. Il a une importance majeure sur les changements politiques et culturels qui touchent l'Europe de l'an mille. Gerbert d'Aurillac est d'origine modeste. Jeune berger, il est remarqué et éduqué par les moines de Saint Géraud d'Aurillac. Il y étudie les disciplines du trivium (grammaire et rhétorique) dans l'esprit moderniste de Cluny. Il est présenté au comte de Barcelone, Borell II, qui lui permet de renforcer ses connaissances en mathématiques et en philosophie en Catalogne (où les monastères, à la frontière du monde musulman, renferment des connaissances inconnues du reste de l'Occident). Il a une culture exceptionnelle pour son époque. Il devient écolâtre à Reims. Il réintroduit les arts libéraux, et particulièrement le quadrivium qui n'était presque plus enseigné dans les monastères. L'Occident lui doit aussi la réintroduction des œuvres d'auteurs antiques (Aristote, Boèce), de l'arithmétique (il transmet les chiffres arabes, le zéro et invente l'abaque de Gerbert). Ces apports sont considérables, car calculer avec des chiffres romains était très difficile.
Il favorise l'instauration de grandes dynasties qui permettront la présence d'États forts et structurés, obtenant en échange que ceux-ci s'appuient sur l'Église. Lors de la désignation de Hugues Capet comme roi de France, il avait déjà joué un rôle de conseiller important auprès d'Adalbéron, l'évêque de Laon (dont il fut l'enseignant à Gorze). Les capétiens amènent la fin de la division progressive du royaume de France qui étouffait la renaissance carolingienne. Mais leur pouvoir est encore faible. Son immense culture est reconnue et il devient le précepteur des futurs monarques Othon III et Robert le Pieux.

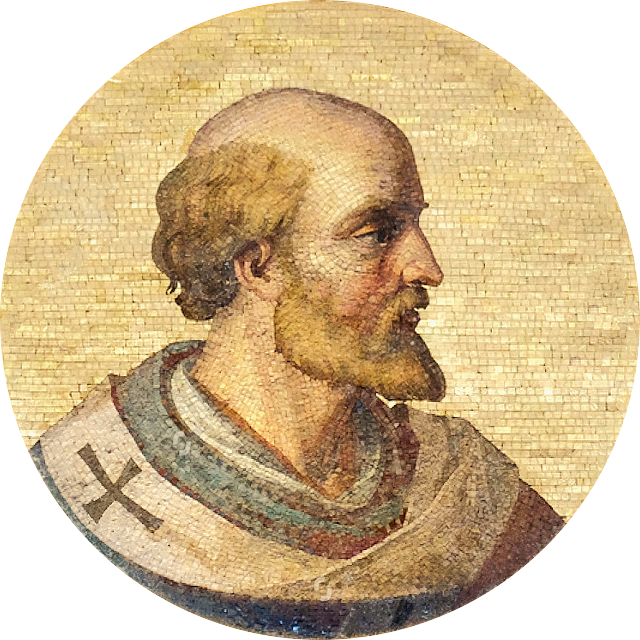
Sylvestre II.

Il devient pape en 999 sous le nom de Sylvestre II grâce au soutien des empereurs Ottoniens et vole au secours des capétiens : Robert II de France s'était mis en conflit avec le pape Grégoire V en répudiant la reine pour Berthe de Bourgogne (ce qui posait un problème de consanguinité). En fait, cette liaison inquiétait Otton III, car Robert le Pieux aurait reçu le duché et le comté de Bourgogne lors de ce mariage, or une grande partie de ce territoire appartenait au Saint-Empire. Grégoire V est le cousin de l'Empereur. Le roi était sous la menace d'une excommunication et le royaume d'interdit. Sylvestre II, ayant de l'affection pour son ancien élève, commue la peine en une pénitence de sept ans. Il renforce ainsi l'assise des capétiens sur le trône et contribue à l'établissement d'une dynastie forte en France. Durant son pontificat, il attribue le titre de roi aux souverains chrétiens de Pologne et de Hongrie. Il meurt à Rome le 12 mai 1003 après quatre années d'un pontificat à la fin duquel l'Europe est transformée : elle est à présent constituée d'États structurés et de plus en plus puissants qui vont permettre le redémarrage de la poussée culturelle amorcée à la renaissance carolingienne. Puisant leur légitimité dans le soutien de Rome, ces souverains vont entériner en retour le rôle de la papauté dans l'Europe médiévale.

## La civilisation arabo-musulmane de l’an mille

### L’«âge d'or» de la civilisation arabo-musulmane
Cette période correspond à l'« âge d'or» de l'islam.
Les territoires sous contrôle islamique couvrent l'Arabie, et s'étendent alors presque jusqu'à l'Indus, jusqu'en Égypte, en Afrique occidentale, et en Espagne.
Les Abbassides développent les sciences et les arts dans un centre situé dans la capitale qu'ils ont fondée en 762 : Bagdad, proche de l'endroit où mourut Alexandre le Grand (on se souvient qu'Aristote fut précepteur d'Alexandre le Grand). Cette civilisation s'est diffusée dans tout le monde musulman : empire abbasside et régions qui ne sont plus sous suzeraineté abbasside : Espagne (émirat omeyyade), et l'Afrique du nord.

### Al-Mansur et le renouveau des États de la marche espagnole
L'Espagne wisigothique fut jusqu'au VIIIe siècle le conservatoire des connaissances de l'Empire romain. Al-Mansur, le vizir du calife de Cordoue brille par sa violence et son intolérance religieuse fait fuir vers le nord de nombreux juifs et mozarabes qui amènent leur savoir. Les monastères catalans recèlent des trésors culturels qu'ils enrichissent au contact du monde musulman tout proche. Dès le milieu du IXe siècle, la surpopulation des régions montagneuses qui ont servi jusque-là de refuges aux razzia pousse vers les plaines des milliers de paysans qui colonisent les régions abandonnées à la friche depuis le VIIIe siècle.

Campagnes d'Al-mansur.

En 985, Al-Mansur, attaque et pille Barcelone, emmenant avec lui de nombreux esclaves. Le comte Borell II demande de l'aide à son suzerain Hugues Capet. Ce dernier ne daignant pas lui répondre, le comte prend une indépendance de fait. Paradoxalement, cet événement accélère le développement de la Catalogne qui entraîne les autres États de la marche espagnole. Il doit dans un premier temps traiter avec Al-Mansur et de nombreux Catalans s'enrôlent comme mercenaires dans les troupes du Califat. Le comte Borell fait reconstruire les fortifications de Barcelone et organise la défense de la Catalogne. C'est dans cet espace protégé que va se dérouler la renaissance catalane. Le redressement est rapide et dès 1010, la crise du califat omeyyade permet aux catalans de dégager de grosses ressources financières, grâce à leur participation dans la guerre civile en al-Andalus du côté de Muhammad II (Omeyyade). Comme les Castillans, les Catalans vont ensuite, tout au long du XIe siècle, « protéger » les petits royaumes musulmans apparus sur les ruines du califat et les émirs de Lérida, de Tortosa et de Saragosse sont ainsi contraints de payer tribut au comte de Barcelone. Les marchands catalans sillonnent la Méditerranée et établissent des relations serrées avec les royaumes voisins. Les splendeurs de l'art roman fleurissent alors dans toute la Catalogne.
Les musulmans arrivés en Espagne au VIIIe siècle étaient en majorité issus de milieux agricoles. Les andalous en précurseurs, aidés par une pression fiscale favorable à l'augmentation des rendements et a la pratique de l'irrigation ont fait de l'agriculture une science ce qui entraîne une augmentation fulgurante des récoltes et l'amélioration de la qualité des produits sur la base d'études des terres, l'adaptation des espèces cultivées à celles-ci, l'utilisation d'engrais naturels efficaces, le développement de l'irrigation par canaux… Les paysans catalans en quête de liquidités louent leurs services comme mercenaires du calife. Revenus en Catalogne, ils utilisent les techniques agricoles connues dans le califat de Cordoue et réinjectent leur solde dans l'économie. Ils construisent des moulins, irriguent la terre. Les échanges commerciaux avec le califat augmentent rapidement. Il en résulte une poussée démographique et technique dès la fin du Xe siècle.
L'amélioration de la rentabilité des cultures libère de la main d'œuvre pour d'autres taches. La présence des gîtes de fer du Canigou permet de développer une métallurgie dynamique. Le commerce maritime sur une côte délivrée de la piraterie sarrasine, le développement des échanges au long de la voie commerciale qui, par le Perthus, relie le Roussillon à l'Ampurdan, la renaissance des marchés et des bourgs, la réapparition de la circulation monétaire (grâce à l'or perçu par les mercenaires et les tributs payés à partir du XIe siècle par les petits royaumes musulmans qui achètent désormais la protection du comte de Barcelone), font de la Catalogne une puissance commerciale en quelques décennies.
Le décollage économique va de pair avec des transformations sociales. Le poids de la caste militaire se renforce et un processus de féodalisation s'opère aux Xe et XIe siècles, au détriment des petits paysans libres soumis désormais à des seigneurs toujours plus exigeants. Au même moment, une bourgeoisie marchande active s'impose dans les villes où elle dispose rapidement d'une large autonomie. Dès 1025, le comte Ramon Berenguer Ier accorde ainsi à Barcelone une charte de franchise et les lendemains de l'an mille sont marqués, sous son l'impulsion, par un regroupement des divers comtés autour de l'ensemble formé par ceux de Barcelone, Vich et Gérone. La seconde moitié du XIe siècle voit un renforcement de l'autorité du comte à qui les nobles doivent désormais prêter un serment de fidélité. En 1111, le comté de Barcelone s'agrandit de celui de Besalù, en 1117 de la Cerdagne et en 1162 du Roussillon.
De fait, une renaissance catalane qui préfigure celle du reste de l'Europe démarre dès le IXe siècle. C'est surtout par l'Espagne que la culture arabe pénètre en Occident et essentiellement par la Catalogne.

## Chine
En Chine, cette période correspond au début d'une période de prospérité, avec la dynastie des Song du nord.

## Témoignages architecturaux de la période de l’An mille
En Champagne :
- la basilique Saint-Remi à Reims, de style « roman », qui est une reconstruction de l'ancienne église carolingienne, consacrée en 1049 par le pape Léon IX, peu de temps avant la séparation des Églises d'Orient et d'Occident (1054).

On se souvient qu'à l'époque de l'Empire romain, Reims était la plus grande ville au nord de Rome.
En Bourgogne, les églises construites par Guillaume de Volpiano :
- abbaye Saint-Philibert de Tournus ;
- église Saint-Martin de Chapaize, haut clocher sur le modèle des campaniles italiens ;
- abbaye Saint-Bénigne de Dijon (vestiges).

En Alsace :
- église Saint-Pierre-et-Saint-Paul d'Ottmarsheim, dans un style encore carolingien, de plan octogonal ; on retrouve la forme octogonale dans le clocher des églises « romanes » de cette région.

En Allemagne :
- église Saint-Michel de Hildesheim.

En Andalousie :
- grande mosquée de Cordoue, devenue cathédrale au XIIIe siècle ; le dernier agrandissement date de 987.